# جورجون (دي سي كومكس)
جورجون هو شخصية خيالية وشرير خارق من دي سي كومكس، وجزء من عصابة الشر المسماة المتشددون. يشبه بشكل كبير الشرير الخارق دكتور أخطبوط من شركة مارفل كوميكس، ومثلة تماماً لديه عدة مخالب حديدية قوية، الاختلاف الوحيد أنها عضوية بدلاً من الألية. 

## جورجون
كان أول جورجون بمثابة شرير خارق في عالم أنغور، وهو نسخة أخرى مكررة من الأرض. قضى المتشددون على أنغور في انفجار نووي، تاركين أنفسهم فقط وبعض الأبطال الذين فروا إلى الأرض. واصل المتشددون ملاحقتهم وتم الكشف عن أن جميعهم قد ماتوا وواحدهم المتبقي، ذابح الأحلام [الإنجليزية]، استخدم إنسان آلي بشكل رفاقه، بما في ذلك جورجون. تم تعطيلها وتخزينها في برج مراقبة فرقة العدالة [الإنجليزية].

## الإنسان الآلي جورجون
كان جورجون الثاني نسخة مكررة روبوتية من أول جورجون، وهو واحد من العديد من الروبوتات التي أنشأها المخترع ميتش واكي في عالم الأبعاد الآخر من أنغور [الإنجليزية]، كجزء من جذب متنزه الترفيهي. بعد وفاة جميع الأبطال والأشرار على الكوكب، استخدم الشرير ذابح الأحلام الروبوتات المتكررة لإعادة إنشاء فريق الأشرار، المتشددون. بعد السفر إلى الأرض، استولى المتشددون على العالم قبل هزيمتهم من قبل فرقة العدالة أوروبا [الإنجليزية]. ثم عُرضت روبوتات المتشددين في متحف الشمع مدام كلوس في باريس. تم استخدامهم في وقت لاحق من قبل ذابح الأحلام للمرة الثانية في جزيرة كوي كوي كوي [الإنجليزية]، وما زالوا في وقت لاحق كبيادق الشفق (آلهة جديدة) [الإنجليزية] في معركة مع سوبرغيرل. تم الاحتفاظ بتمثال جورجون في معرض الأشرار على قاعدة القمر الخاصة بـ فرقة العدالة.

## العد التنازلي
في سلسلة اللورد هافوك [الإنجليزية] و المتشددون (2007) الجديدة، نسخة جديدة من مميزات جورجون، وهو من سكان الأرض-8 [الإنجليزية]. في العدد 2 تم الكشف عن أصله. كان الدكتور مورتيمر يعمل على تغيير الجينات لإعطاء الشخص القدرة على التعامل مع التهديدات من خلال تغيير شكله إلى وحش وخلق شخصية مختلفة تماماً. عندما تم القبض بعد في انفجار في مختبره، تغير مورتيمر، ليصبح مخلوق جورجون، مع شخصية مختلفة لكل زراع على رأسه. عندما قامت إحدي شخصياته بقتل صديقته، تم تجنيد مورتيمر المضطرب من قبل اللورد هافوك.

## القوة والقدرات
- جورجون لديه عدد من المخالب علي رأسه التي يمكنها السحب بقوة تعادل الإنسان الخارق. كل من المخالب تنتهي بفم ذا أسنان.

## في الوسائط الأخرى
- ظهر غورغون في فرقة العدالة اللامحدودة في «ظل الصقر» جنبا إلى جنب مع غيرهم من المتشددين الذين يهاجمون مدينة جوثام. وتم هزيمته من قبل باتمان وفتاة الصقر.